# Ljutići, Pljevlja
Ljutići este un sat din comuna Pljevlja, Muntenegru. Conform datelor de la recensământul din 2003, localitatea are 167 de locuitori (la recensământul din 1991 erau 285 de locuitori).

## Demografie
În satul Ljutići locuiesc 159 de persoane adulte, iar vârsta medie a populației este de 56,5 de ani (53,8 la bărbați și 58,3 la femei). În localitate sunt 78 de gospodării, iar numărul mediu de membri în gospodărie este de 2,14.
Această localitate este populată majoritar de sârbi (conform recensământului din 2003).
|  |

| Demografie | Demografie | Demografie |
| An         | Locuitori  | Locuitori  |
| ---------- | ---------- | ---------- |
|            |            |            |
|            |            |            |
|            |            |            |
|            |            |            |
| 1948       | 674        |            |
| 1953       | 747        |            |
| 1961       | 737        |            |
| 1971       | 593        |            |
| 1981       | 419        |            |
| 1991       | 285        | 285        |
| 2003       | 169        | 167        |

| \| Componența etnică conform recensământului din 2003[2] \| Componența etnică conform recensământului din 2003[2] \| Componența etnică conform recensământului din 2003[2] \| Componența etnică conform recensământului din 2003[2] \| Componența etnică conform recensământului din 2003[2] \| \| ----------------------------------------------------- \| ----------------------------------------------------- \| ----------------------------------------------------- \| ----------------------------------------------------- \| ----------------------------------------------------- \| \| \| \| \| \| \| \| Sârbi \| Sârbi \| \| 145 \| 86,82% \| \| Muntenegreni \| Muntenegreni \| \| 21 \| 12,57% \| \| necunoscută \| necunoscută \| \| 0 \| 0% \| |              |  |     |        |
| Componența etnică conform recensământului din 2003 |              |  |     |        |
| |              |  |     |        |
| Sârbi | Sârbi        |  | 145 | 86,82% |
| Muntenegreni | Muntenegreni |  | 21  | 12,57% |
| necunoscută | necunoscută  |  | 0   | 0%     |